# L16
Der mittlere Mörser L16 im Kaliber 81 mm ist ein britisches Vorderlader-Mörser mit Glattrohr zur indirekten Feuerunterstützung für leichte Infanterie-, Luftangriffs- und Luftlandeeinheiten.

## Technik
Das L16-System wiegt komplett 35,3 kg und besteht aus dem Rohr, der Lafette, der Bodenplatte sowie dem optischen Zielgerät. Zur Montage wird das Zweibein auf die Bodenplatte montiert, wobei der Mörser mit einem Gewinde in der Höhen- als auch in der Seitenrichtung ausgerichtet werden kann. Das optische Zielgerät wird am Zweibein befestigt. Die Granaten des L16 werden zum Abschuss in das Glattrohr fallen gelassen.

## Geschichte
Der L16-Mörser ist eine gemeinsame britische und kanadische Entwicklung aus dem Jahr 1956. Er wurde 1965 bei den britischen Streitkräften eingeführt und ersetzte dort den Ordnance ML 3" Mörser. Der L16 wird beispielsweise auch in den Niederlanden, Australien, Neuseeland, Nepal, Indien und Japan eingesetzt. In der United States Army und dem United States Marine Corps (USMC) wird mit dem M252 eine angepasste Kopie des britischen Standardmörsers verwendet. In Australien wird der L16-Mörser als F2 81mm Mörser bezeichnet.

## Bedienung

### Mannschaft
Der L16-Mörser hat in der Regel eine fünf Mann starke Bedienmannschaft: den Truppführer, den Richtschützen, den Ladeschützen, den ersten und den zweiten Munitionsschützen.
1. Der Truppführer steht direkt hinter dem Mörser, von wo aus er seinen Trupp führen kann. Dadurch, dass er die Übersicht über alle Trupp-Mannschaften hat, überwacht er auch die Stellung, die Lagerung und das Feuern der Waffe.
2. Der Richtschütze steht links neben dem Mörser, von wo aus er mit dem optischen Zielgerät zielen und die Waffe mit einem Handrad in der Höhe und in der Seite auf das Ziel ausrichten kann. Er macht größere Auslenkungen, indem er das Zweibein verschiebt und den Mörser mittels Wasserwaage für das Schießen gerade hält.
3. Der Ladeschütze steht rechts vom Mörser mit Fokus auf das Rohr um es zu laden. Neben dem Laden der Waffe säubert er das Rohr nach zehn Schuss bzw. nach beendeter Mission. Er ist praktisch derjenige, der die Waffe abfeuert.
4. Der erste Munitionsschütze steht rechts hinter dem Mörser. Er hat die Aufgabe, die Munition scharf zu machen und sie dem Ladeschützen zu überreichen.
5. Der zweite Munitionsschütze steht hinter dem ersten Munitionsschützen. Er bereitet die Granaten vor und ist für die Sicherung der Mörserstellung verantwortlich.

Der L16-Mörser wird in der British Army zur Erhöhung der Beweglichkeit oft auch auf gepanzerten Mannschaftstransportwagen wie dem FV 432 eingesetzt.

### Munitionsarten
Verfeuert werden vom L16 die folgenden Granaten:
1. High Explosive (HE, hochexplosiv): Wird gegen Personen und leichte Bodenziele verwendet.
2. Rauchgranaten: Weißer-Phosphor-Granate. Verwendet als zur Erzeugung von Rauchwänden, als Signal oder als Brandsatzgranate. Roter Phosphor kann ebenfalls verwendet werden.
3. Leuchtgranaten (ILLUM): Um in der Nacht das Operationsgebiet auszuleuchten.
4. Übungsmunition (TP) mit Treibspiegel: Zur Übung in abgesperrten Gebieten.
5. Infrarot-Leuchtgranaten (IR): produziert Licht im infraroten Bereich, für Nachtsichtgeräte sichtbar.